# Begonia lossiae
Begonia lossiae é uma espécie de Begonia nativa do Brasil, especialmente do estado do Espírito Santo.